# Federico VI d'Assia-Homburg
Federico VI d'Assia-Homburg (Homburg, 30 luglio 1769 – Homburg, 2 aprile 1829) fu langravio d'Assia-Homburg dal 1820 al 1829.

## Biografia

### I primi anni
Federico era il figlio maggiore del langravio Federico V d'Assia-Homburg e di Carolina d'Assia-Darmstadt. Assieme al fratello Luigi, Federico VI ricevette un'educazione umanista e religiosa. Entrambi i fratelli, inoltre, si laurearono a Ginevra. A nove anni Federico VI venne nominato capitano di fanteria dell'Armata Imperiale Russa.

### La carriera militare

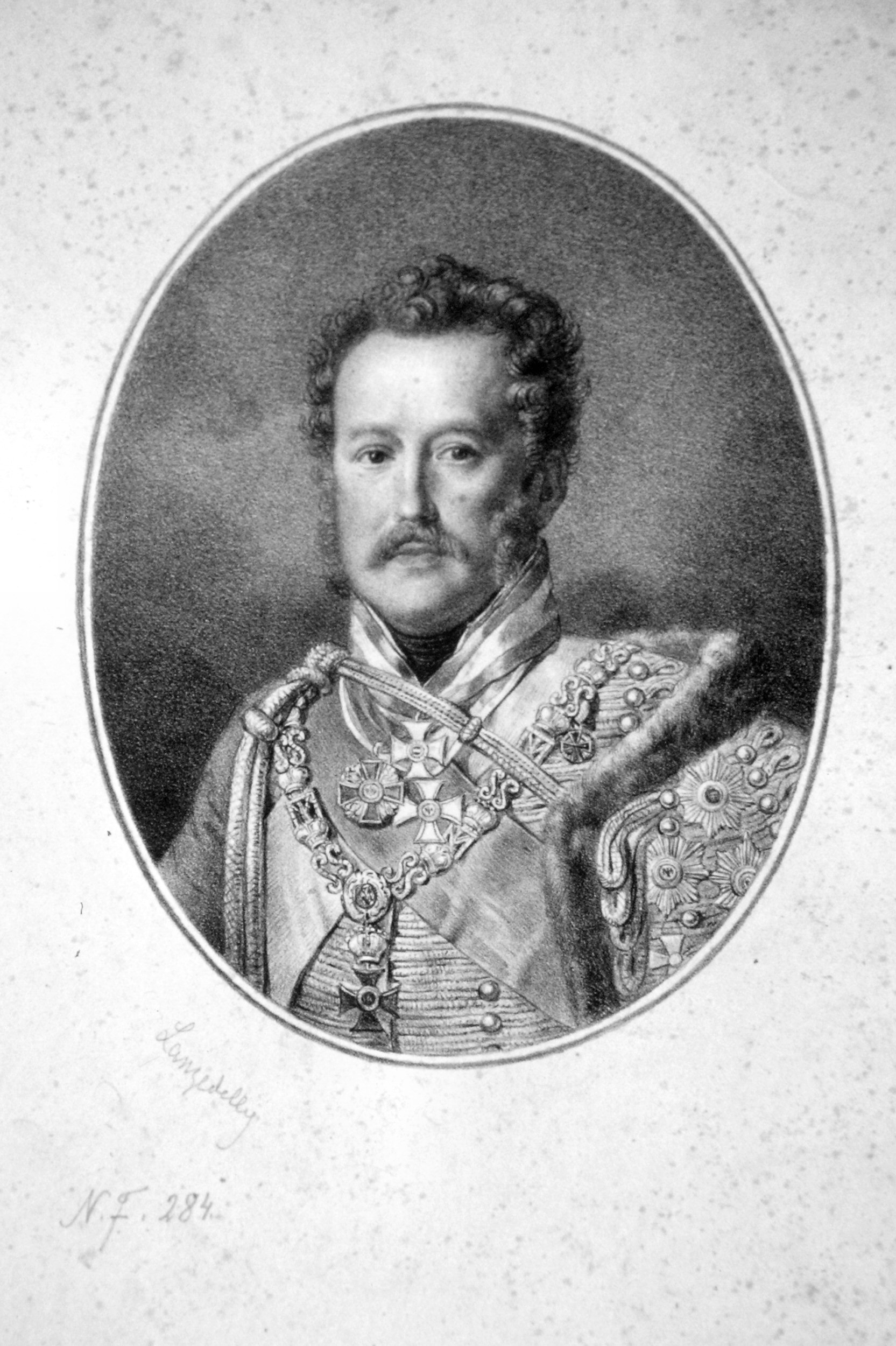
Federico VI d'Assia-Homburg in una litografia d'epoca

Federico VI combatté in Ungheria, a fianco dell'Austria, nella repressione della rivolta nel Brabante e nella guerra austro-turca. Venne decorato dell'Ordine Militare di Maria Teresa e venne promosso al rango di maggiore, comandante di un reggimento di cavalleggeri. Nel 1792 prestò servizio in Baviera con il grado di luogotenente a capo del reggimento "Hohenzollern-Hechingen" nel corso delle guerre della Prima coalizione antinapoleonica. Nel 1794 venne promosso al grado di colonnello dei cavalleggeri di Modena e prestò servizio in Galizia. Nel 1796, venne assegnato con la sua armata nell'Alto Reno e venne ferito in battaglia nei pressi di Neuburg. Nel 1797 venne nominato comandante generale e nel 1800 maresciallo di campo. Il 25 marzo 1799, a fianco dell'arciduca Carlo, prese parte alla battaglia di Stockach, in Svevia.
Nel 1803 Federico divenne proprietario di un reggimento di ussari (il 4°) e venne promosso feldmaresciallo luogotenente nel 1805 durante le guerre della terza coalizione, servendo sotto il feldmaresciallo Mack e prendendo parte alla battaglia di Elchingen dove venne ferito e fatto prigioniero dei francesi. Nel 1809 partecipò alla battaglia di Aspern, ancora una volta servendo sotto il comando dell'arciduca Carlo e comandando una divisione di cavalleria del corpo di riserva. Nella battaglia di Wagram si distinse nella difesa di Aderklaa. Nel 1813 Federico venne promosso al grado di generale di cavalleria e prese parte poco dopo alla battaglia di Dresda, lasciando il comando del suo reggimento al fratello Gustavo che pure rimase gravemente ferito nella battaglia di Lipsia. Nel 1814 partecipò all'avanzata delle truppe alleate in Francia e contribuì alla presa di Digione e poi di Lione, divenendo comandante in capo all'esercito meridionale. Nel 1815 ricevette per i suoi servigi militari la croce di commendatore dell'Ordine militare di Maria Teresa. Con il grado di generale di cavalleria, si ritirò dal servizio austriaco nel 1819. 

### Gli ultimi anni

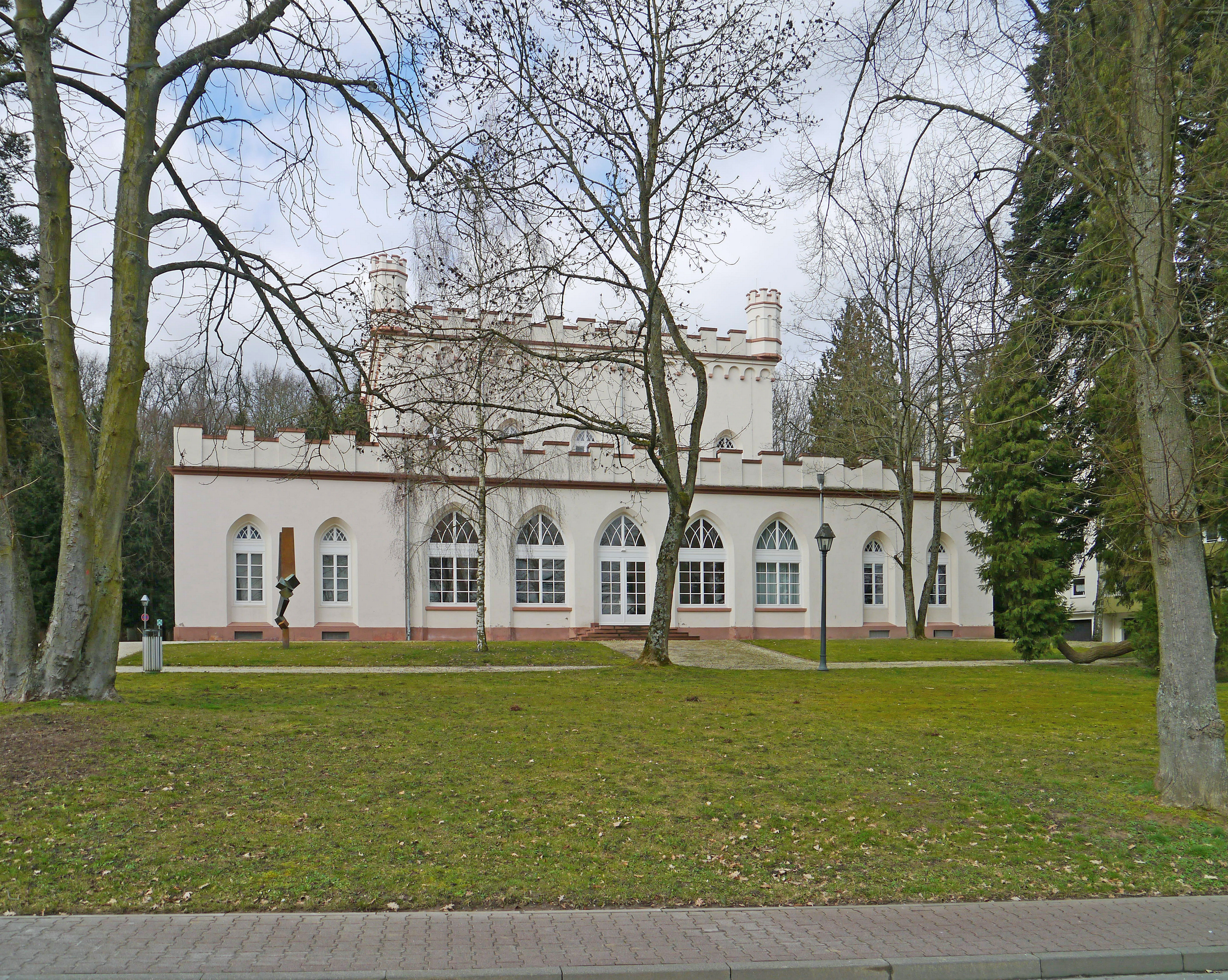
Il "Casino gotico"

Dopo il suo pensionamento dall'esercito, Federico VI si dedicò ampiamente a una serie di interessi personali, tra cui la sua passione per l'architettura che lo portò a ristrutturare completamente il castello di famiglia, allestendovi tra l'altro un' "ala inglese" con un caseificio. Fece inoltre costruire il "Casino gotico" da caccia per la moglie e il Sepulcrum Domini del cimitero di Bad Homburg.
Federico VI morì improvvisamente il 2 aprile 1829 e venne sepolto nella cripta del castello di Homburg. Suo fratello Luigi Guglielmo gli succedette sul trono del langraviato, dal momento che il matrimonio di Federico VI con Elisabetta d'Inghilterra non aveva dato eredi.

### Matrimonio

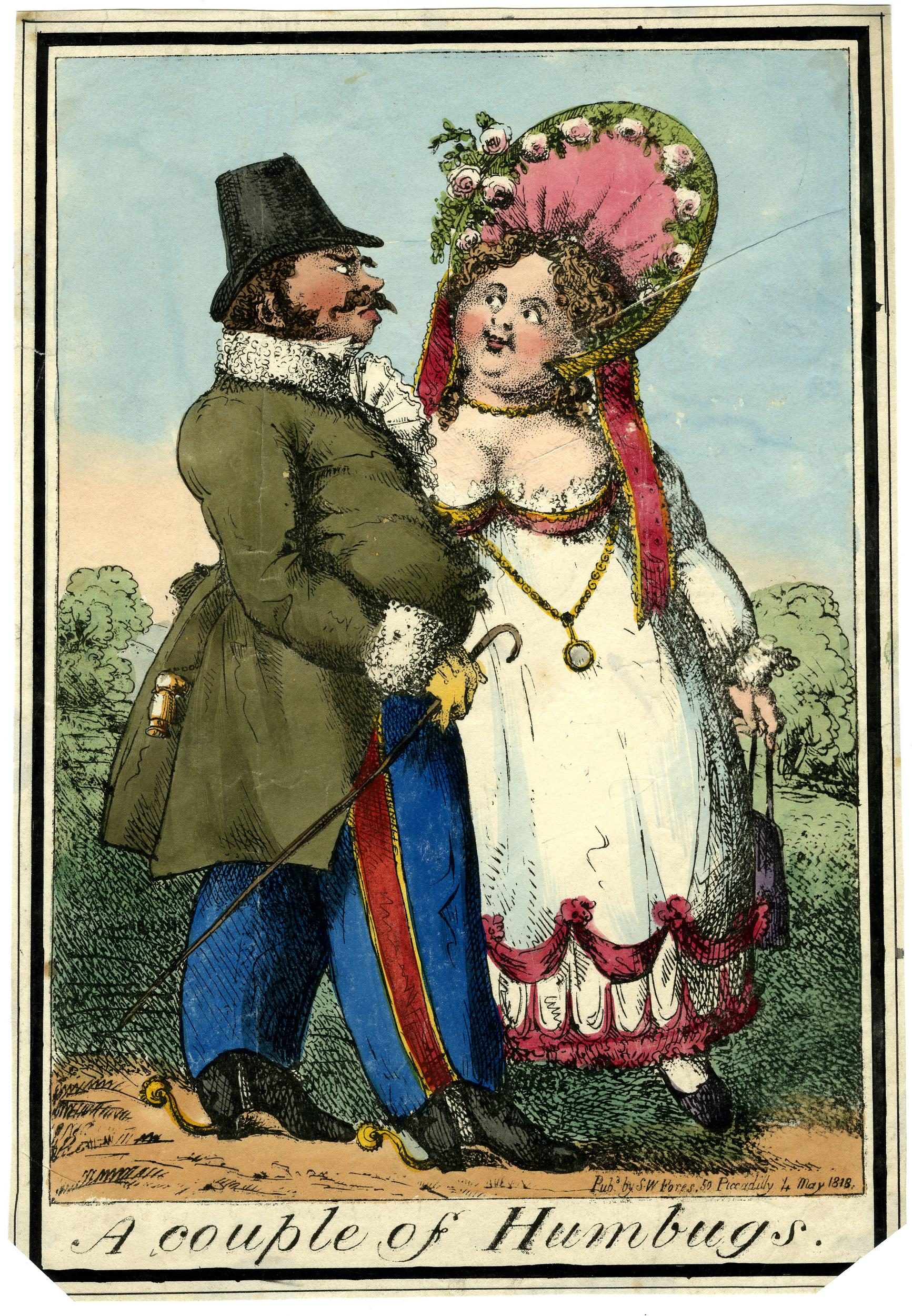
Una caricatura inglese d'epoca che raffigura Federico e Elisabetta

Nel 1814, nel corso di un ballo per una festa data alla corte di Giorgio III d'Inghilterra, Federico VI conobbe Elisabetta, principessa del Regno Unito (1770-1840). Secondo un aneddoto non provato, la prima a mettere gli occhi sul principe fu proprio la principessa che pare abbia esclamato ai vicini: "Se è libero, me lo sposo!". I due si sposarono il 7 aprile 1818 a Londra, per quanto la loro unione non fosse un matrimonio d'amore ma piuttosto d'interesse. I due coniugi furono sempre l'uno rispettoso dell'altro, ma è pur vero che quando Federico VI salì al potere del trono paterno, grazie alla dote di 40 000 talleri annuali ricevuti dalla moglie e l'appannaggio personale di 1 300 sterline ricevuto dal suocero, riuscì a risanare il bilancio dell'Assia-Homburg. La vita di Elisabetta alla corte dell'Assia-Homburg fu invece la sua salvezza perché, com'ebbe più volte lei stessa a dire, la liberò dal rigido cerimoniale di corte inglese per consentirle di realizzarsi appieno in una piccola corte, lontano dai riflettori.

## Ascendenza
|                                           |                                         |                                                         | Genitori                                                 |  |  | Nonni |  |  | Bisnonni                                     |  |  | Trisnonni                              |  |
|                                           |                                         |                                                         |                                                          |  |  |       |  |  | Langravio Casimiro Guglielmo d'Assia-Homburg |  |  | Federico II, Langravio d'Assia-Homburg |  |
|                                           |                                         |                                                         |                                                          |  |  |       |  |  | Langravio Casimiro Guglielmo d'Assia-Homburg |  |  | Federico II, Langravio d'Assia-Homburg |  |
|                                           |                                         | Principessa Luisa Elisabetta di Curlandia               |                                                          |  |  |       |  |  | Langravio Casimiro Guglielmo d'Assia-Homburg |  |  |                                        |  |
| Federico IV, Langravio d'Assia-Homburg    |                                         |                                                         |                                                          |  |  |       |  |  | Langravio Casimiro Guglielmo d'Assia-Homburg |  |  |                                        |  |
|                                           |                                         | Contessa Cristina Carlotta di Solms-Braunfels           | Guglielmo Maurizio, Conte di Solms-Braunfels             |  |  |       |  |  |                                              |  |  |                                        |  |
|                                           |                                         | Contessa Cristina Carlotta di Solms-Braunfels           | Guglielmo Maurizio, Conte di Solms-Braunfels             |  |  |       |  |  |                                              |  |  |                                        |  |
|                                           |                                         | Contessa Cristina Carlotta di Solms-Braunfels           | Langravia Maddalena Sofia d'Assia-Homburg                |  |  |       |  |  |                                              |  |  |                                        |  |
| Federico V, Langravio d'Assia-Homburg     |                                         | Contessa Cristina Carlotta di Solms-Braunfels           |                                                          |  |  |       |  |  |                                              |  |  |                                        |  |
|                                           |                                         | Federico Guglielmo, Principe di Solms-Braunfels         | Guglielmo Maurizio, Conte di Solms-Braunfels             |  |  |       |  |  |                                              |  |  |                                        |  |
|                                           |                                         | Federico Guglielmo, Principe di Solms-Braunfels         | Guglielmo Maurizio, Conte di Solms-Braunfels             |  |  |       |  |  |                                              |  |  |                                        |  |
|                                           |                                         | Federico Guglielmo, Principe di Solms-Braunfels         | Langravia Maddalena Sofia d'Assia-Homburg                |  |  |       |  |  |                                              |  |  |                                        |  |
| Contessa Ulrica Luisa di Solms-Braunfels  |                                         | Federico Guglielmo, Principe di Solms-Braunfels         |                                                          |  |  |       |  |  |                                              |  |  |                                        |  |
|                                           |                                         | Contessa Sofia Maddalena Benigna di Solms-Utphe-Laubach | Carlo Ottone, Conte di Solms-Laubach-Utphe e Tecklenburg |  |  |       |  |  |                                              |  |  |                                        |  |
|                                           |                                         | Contessa Sofia Maddalena Benigna di Solms-Utphe-Laubach | Carlo Ottone, Conte di Solms-Laubach-Utphe e Tecklenburg |  |  |       |  |  |                                              |  |  |                                        |  |
|                                           |                                         | Contessa Sofia Maddalena Benigna di Solms-Utphe-Laubach | Contessa Luisa di Schönburg-Waldenburg                   |  |  |       |  |  |                                              |  |  |                                        |  |
| Federico VI, Langravio d'Assia-Homburg    |                                         | Contessa Sofia Maddalena Benigna di Solms-Utphe-Laubach |                                                          |  |  |       |  |  |                                              |  |  |                                        |  |
|                                           | Luigi VIII, Langravio d'Assia-Darmstadt | Ernesto Luigi, Langravio d'Assia-Darmstadt              |                                                          |  |  |       |  |  |                                              |  |  |                                        |  |
|                                           | Luigi VIII, Langravio d'Assia-Darmstadt | Ernesto Luigi, Langravio d'Assia-Darmstadt              |                                                          |  |  |       |  |  |                                              |  |  |                                        |  |
|                                           | Luigi VIII, Langravio d'Assia-Darmstadt | Dorotea Carlotta di Brandeburgo-Ansbach                 |                                                          |  |  |       |  |  |                                              |  |  |                                        |  |
| Luigi IX, Langravio d'Assia-Darmstadt     | Luigi VIII, Langravio d'Assia-Darmstadt |                                                         |                                                          |  |  |       |  |  |                                              |  |  |                                        |  |
|                                           |                                         | Contessa Carlotta di Hanau-Lichtenberg                  | Giovanni Reinardo III, Conte di Hanau-Lichtenberg        |  |  |       |  |  |                                              |  |  |                                        |  |
|                                           |                                         | Contessa Carlotta di Hanau-Lichtenberg                  | Giovanni Reinardo III, Conte di Hanau-Lichtenberg        |  |  |       |  |  |                                              |  |  |                                        |  |
|                                           |                                         | Contessa Carlotta di Hanau-Lichtenberg                  | Dorotea Federica di Brandeburgo-Ansbach                  |  |  |       |  |  |                                              |  |  |                                        |  |
| Carolina d'Assia-Darmstadt                |                                         | Contessa Carlotta di Hanau-Lichtenberg                  |                                                          |  |  |       |  |  |                                              |  |  |                                        |  |
|                                           |                                         | Cristiano III, Conte Palatino di Zweibrücken            | Cristiano II, Conte Palatino di Zweibrücken              |  |  |       |  |  |                                              |  |  |                                        |  |
|                                           |                                         | Cristiano III, Conte Palatino di Zweibrücken            | Cristiano II, Conte Palatino di Zweibrücken              |  |  |       |  |  |                                              |  |  |                                        |  |
|                                           |                                         | Cristiano III, Conte Palatino di Zweibrücken            | Contessa Caterina Agata di Rappoltstein                  |  |  |       |  |  |                                              |  |  |                                        |  |
| Contessa Palatina Carolina di Zweibrücken |                                         | Cristiano III, Conte Palatino di Zweibrücken            |                                                          |  |  |       |  |  |                                              |  |  |                                        |  |
|                                           |                                         | Carolina di Nassau-Saarbrücken                          | Luigi Crato, Conte di Nassau-Saarbrücken                 |  |  |       |  |  |                                              |  |  |                                        |  |
|                                           |                                         | Carolina di Nassau-Saarbrücken                          | Luigi Crato, Conte di Nassau-Saarbrücken                 |  |  |       |  |  |                                              |  |  |                                        |  |
|                                           |                                         | Carolina di Nassau-Saarbrücken                          | Filippina Enrichetta di Hohenlohe-Langenburg             |  |  |       |  |  |                                              |  |  |                                        |  |
|                                           |                                         | Carolina di Nassau-Saarbrücken                          |                                                          |  |  |       |  |  |                                              |  |  |                                        |  |